# Winthrop Palmer

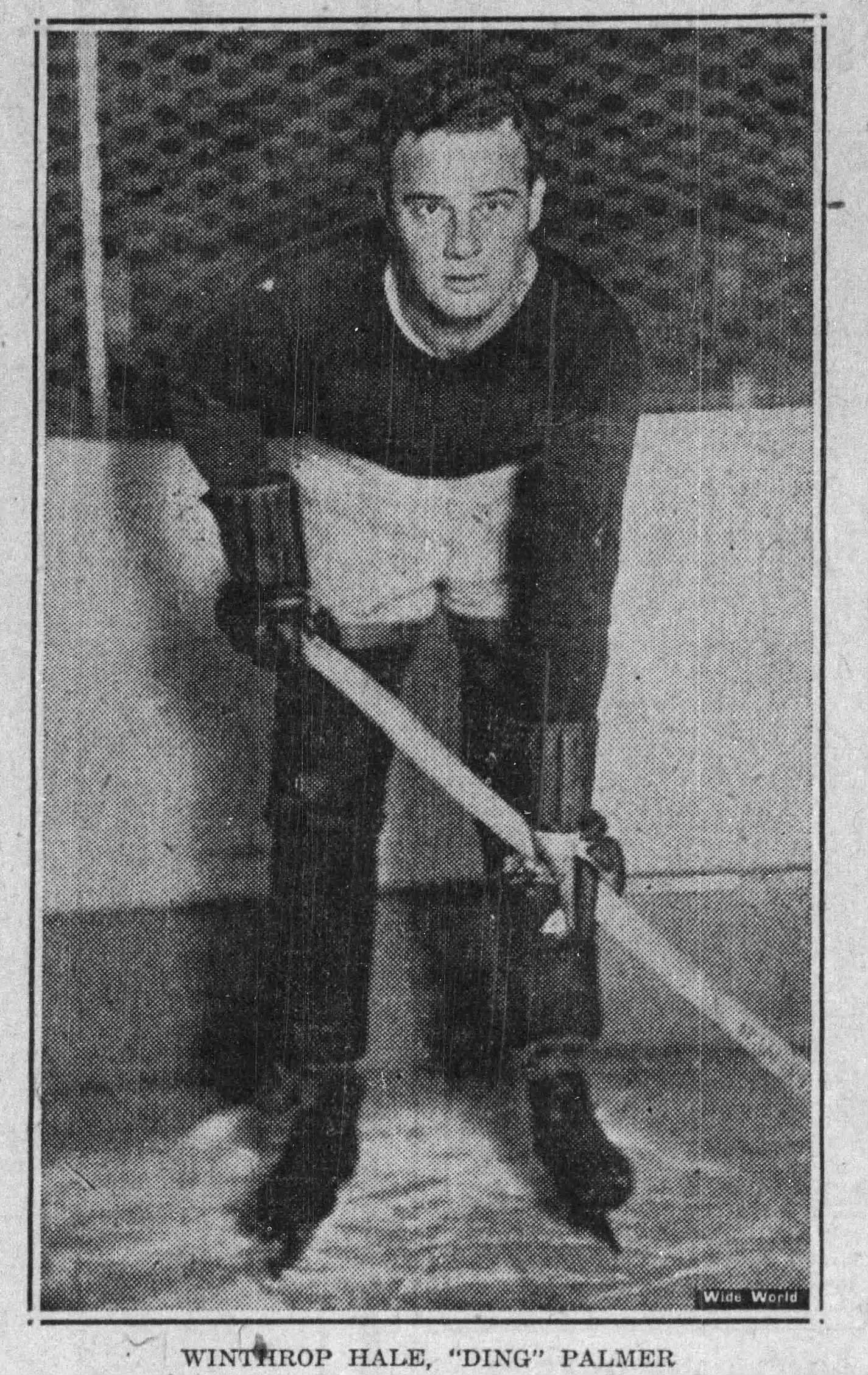

Winthrop Palmer, född 5 december 1906, död 4 februari 1970, var en amerikansk ishockeyspelare.
Palmer blev olympisk silvermedaljör i ishockey vid vinterspelen 1932 i Lake Placid.